# アウディ・RS6
RS6 (Audi RS 6) は、ドイツの自動車メーカーであるアウディが製造するスポーツセダン/ワゴンである。

## 初代 C5（4B）系（2002年 - 2004年）

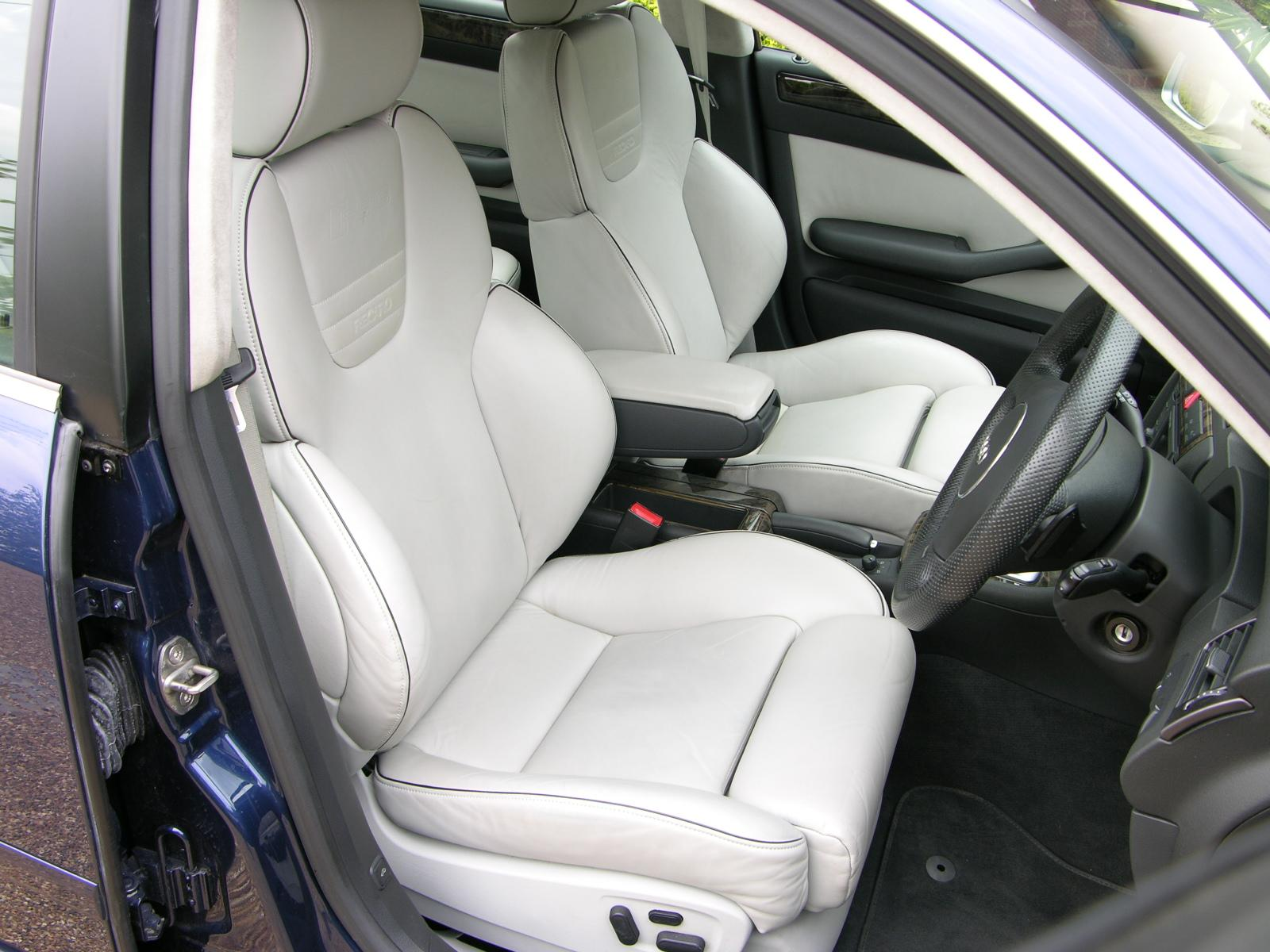
室内
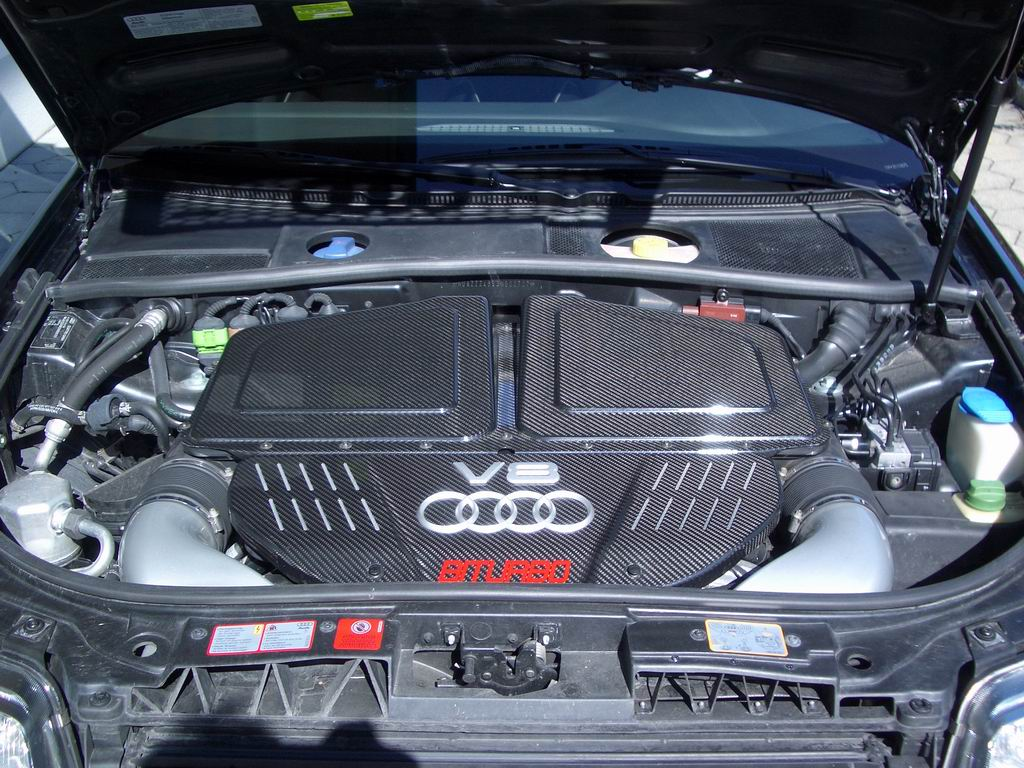
エンジンルーム

2002年、RS4（B5系）の後継としてジュネーブショーでデビュー。RSシリーズとしてはRS2から数えて3世代目となるモデルである。
企画制作はアウディ傘下のクワトロ社（現・アウディスポーツ）によって進められ、パワーユニット設計・組立は英コスワーステクノロジーが担当、ヘッドにはアウディが得意とする5バルブテクノロジーが使われている。ホワイトボディをアウディ本社からクワトロ社に納入し、車両組み立てはすべて同社にて行われるスペシャルモデルである。
ボディはセダンとアバント（ステーションワゴン）の2種類。エンジンは4,172ccのV型8気筒ツインターボエンジンで450PS/57.1kgf-mを発揮、0-100km/h加速は4.7秒（メーカー公表値）。
圧倒的な加速力とその車重を止めるため、フロントブレーキにはブレンボ製8ポット対向ブレーキが採用され、この結果100km/h-0kmは2.6秒と加速・減速ともにポルシェターボ並みの性能を実現している。
シャシーには接地性を高めるためのダイナミックライドコントロールが採用された。
組み合わされたトランスミッションはティプトロニック付き5速オートマチックトランスミッション（AT）のみ。
タイヤは255/40R18（国内販売はOPの255/35R19が標準）とノーマルのA6に比べてワイドサイズとなり、これを収めるためのオーバーフェンダーが外観上の特徴となっている。
日本では2003年2月に発売された。

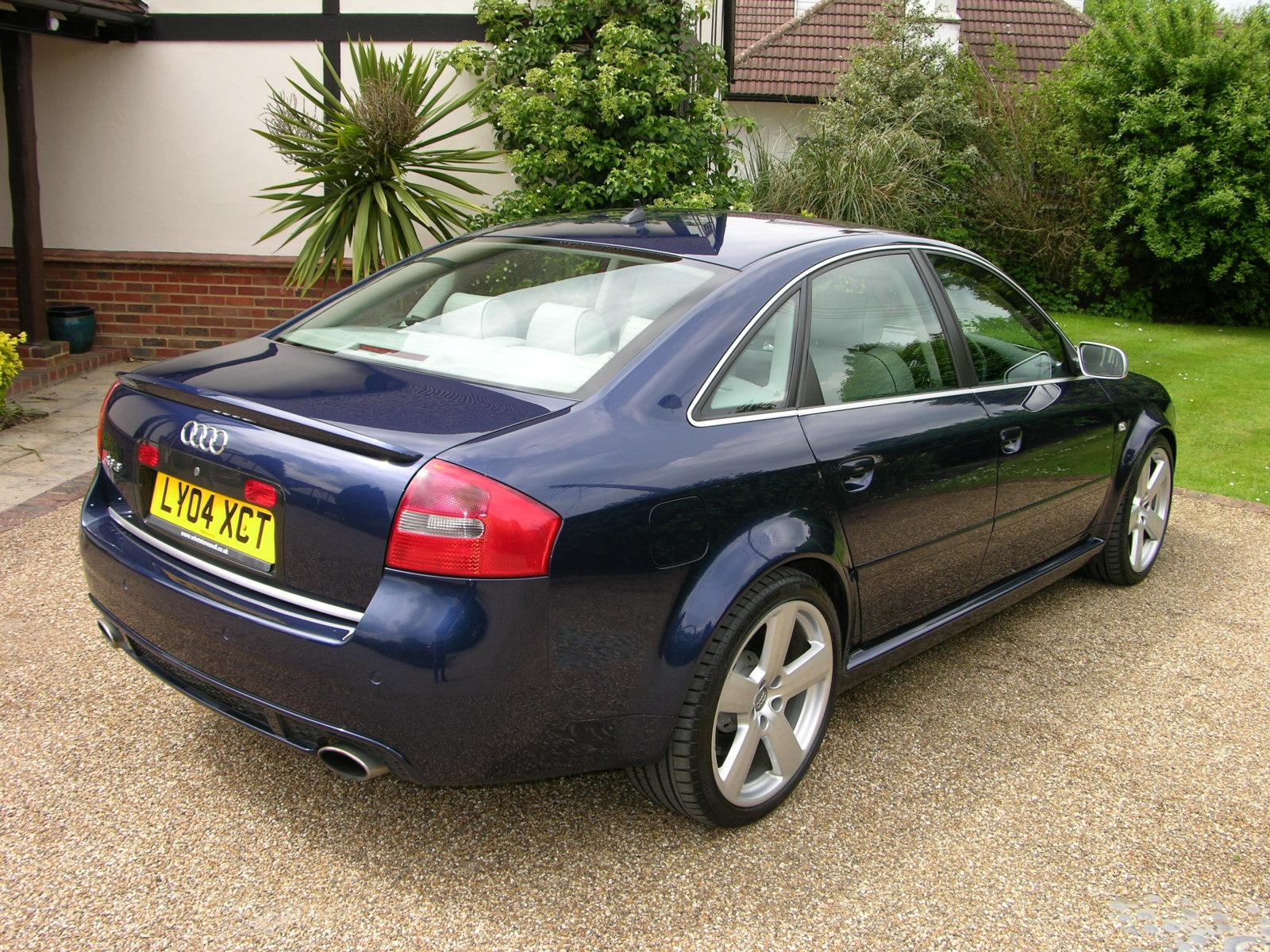
セダン リア
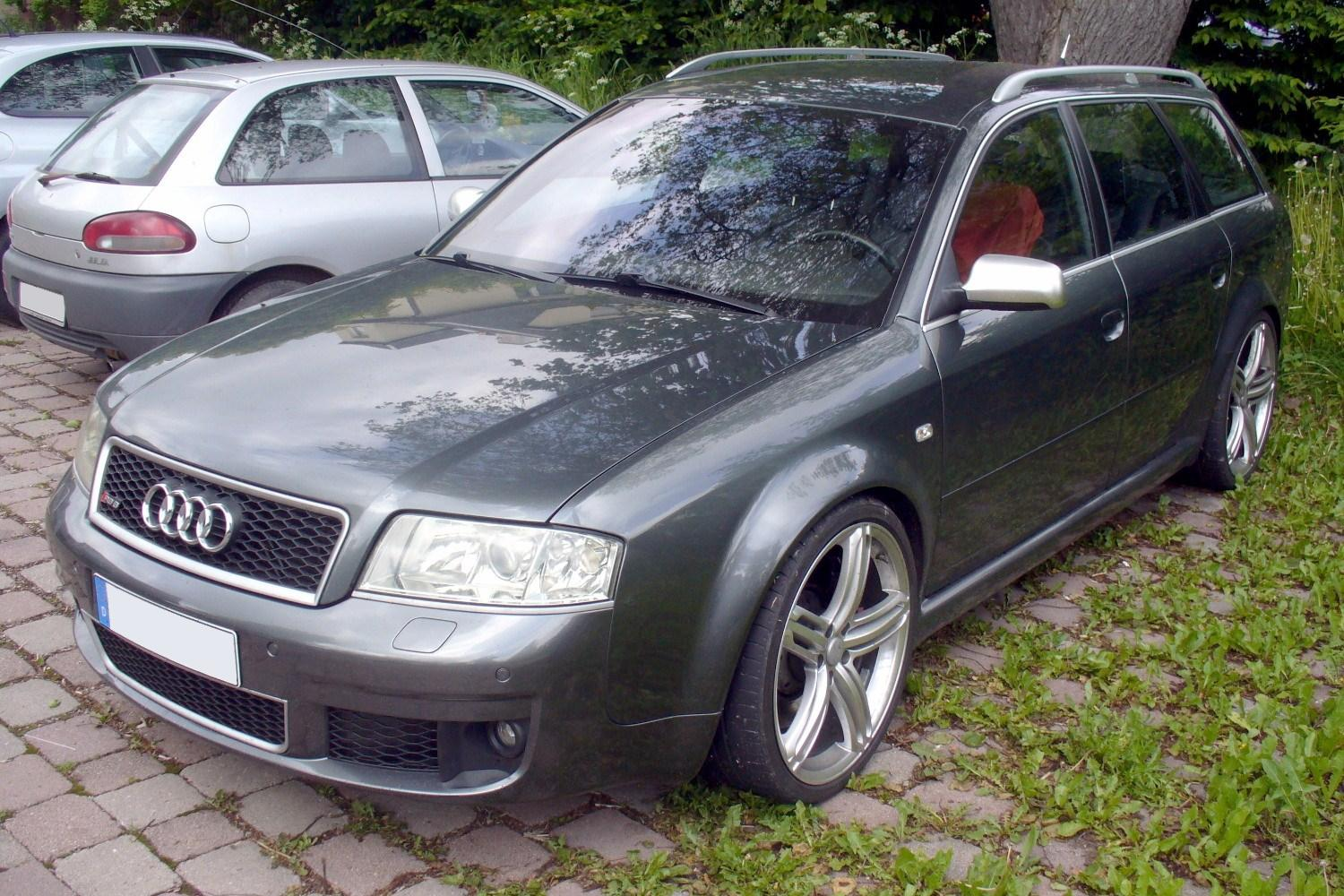
アバント
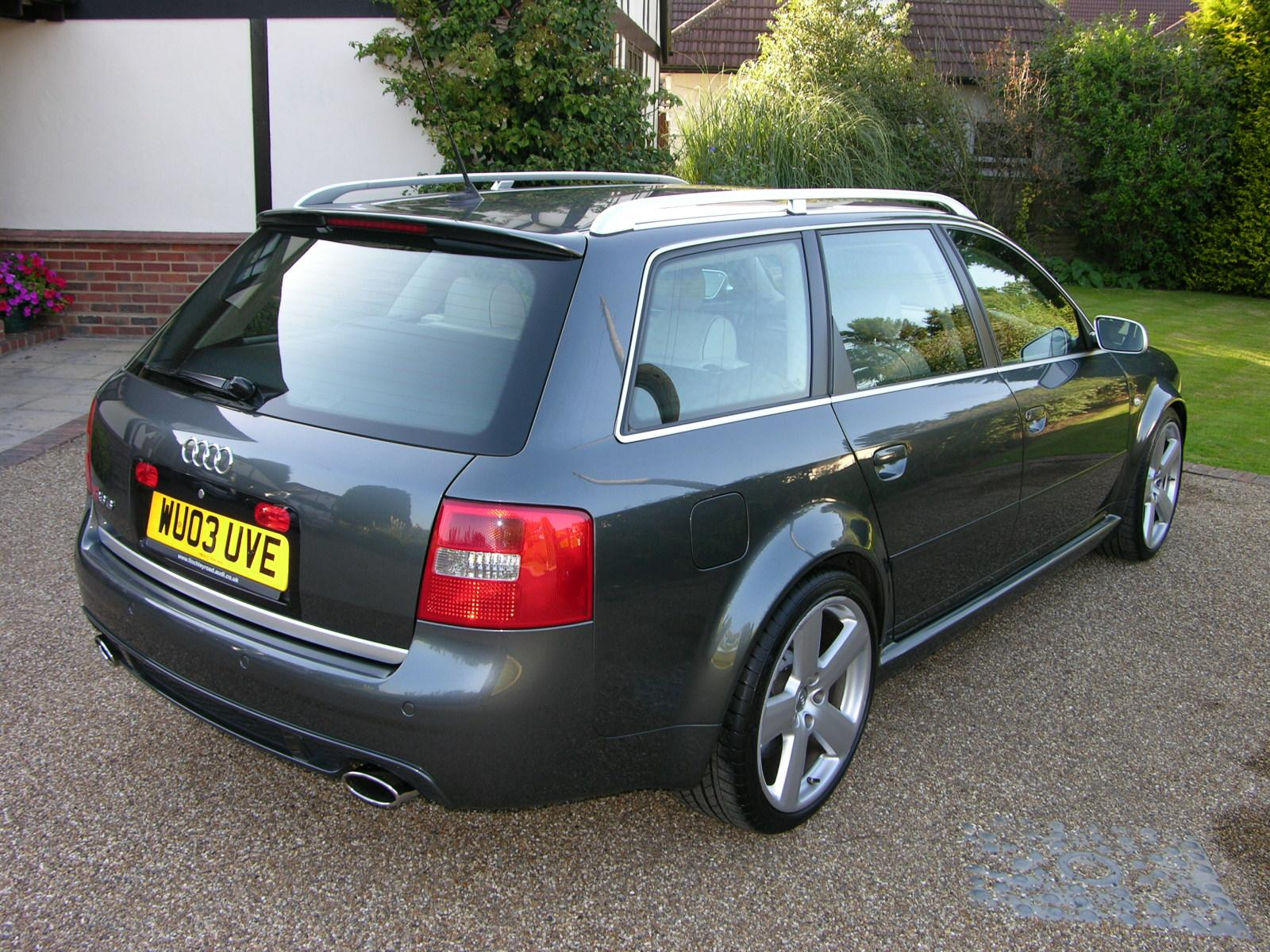
アバント リア

- 室内
- エンジンルーム

## 2代目 C6（4F）系（2007年 - 2010年）
C6系A6をベースに5.0L V型10気筒DOHCツインターボエンジンを搭載。580PS/66.3kgf·mを発生する。2tを超える車重をものともせず、0-100km/h加速は4.6秒を記録する。
タイヤは初代のRS6よりもさらにスパルタンになった275/35R20で、その中には6ポット対向ブレーキが収められる。
最高速は電子リミッターが作動するため290km/hとなる。

### 日本での販売

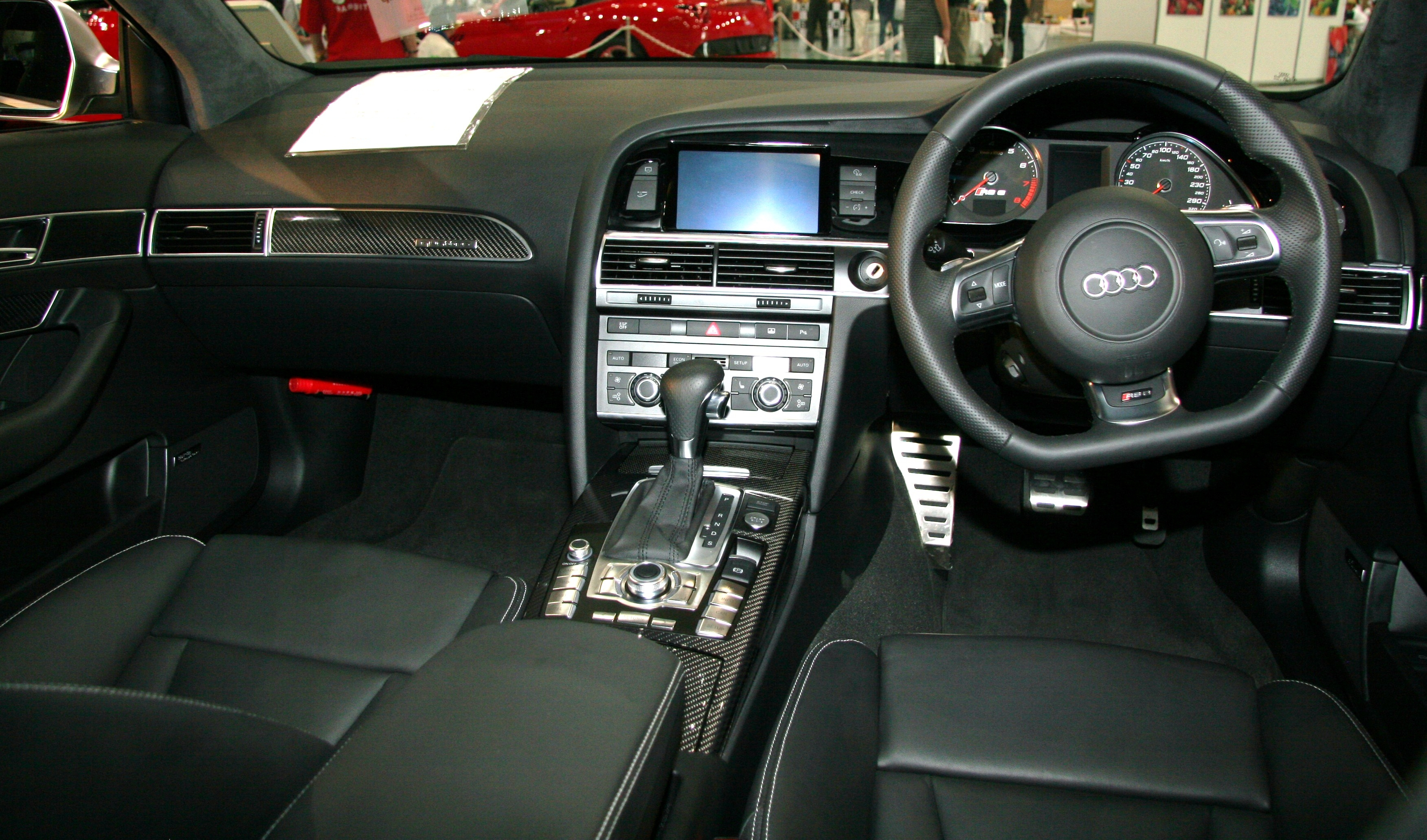
室内
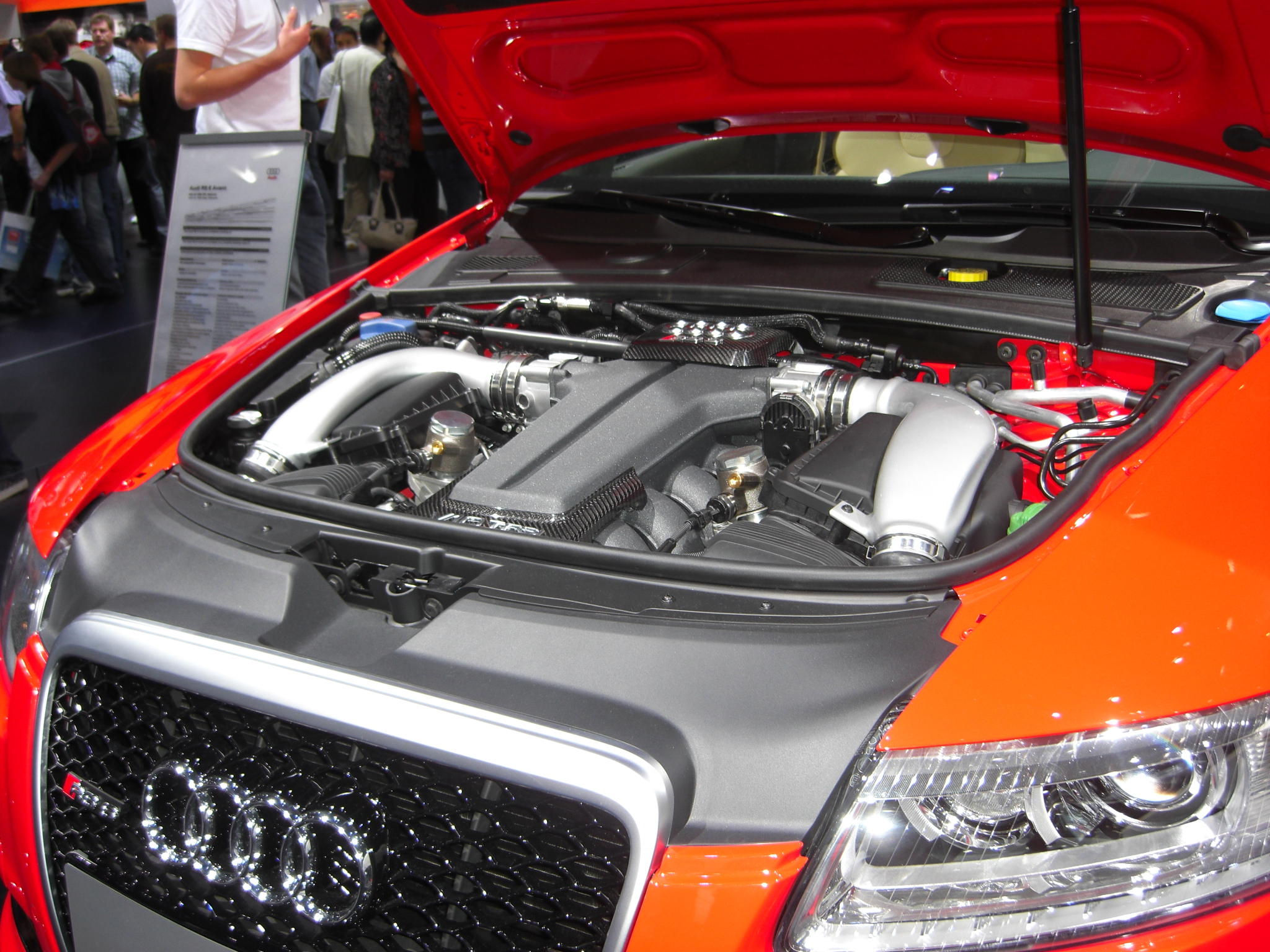
エンジンルーム

- 2008年6月16日 -「RS 6アバント」を発売[2]。
- 2009年1月13日 - セダン版「RS6」が発売[3]。
- 2010年6月14日 - 特別仕様車「RS 6アバント プラス スポーツ」を限定10台で発売した[4]。

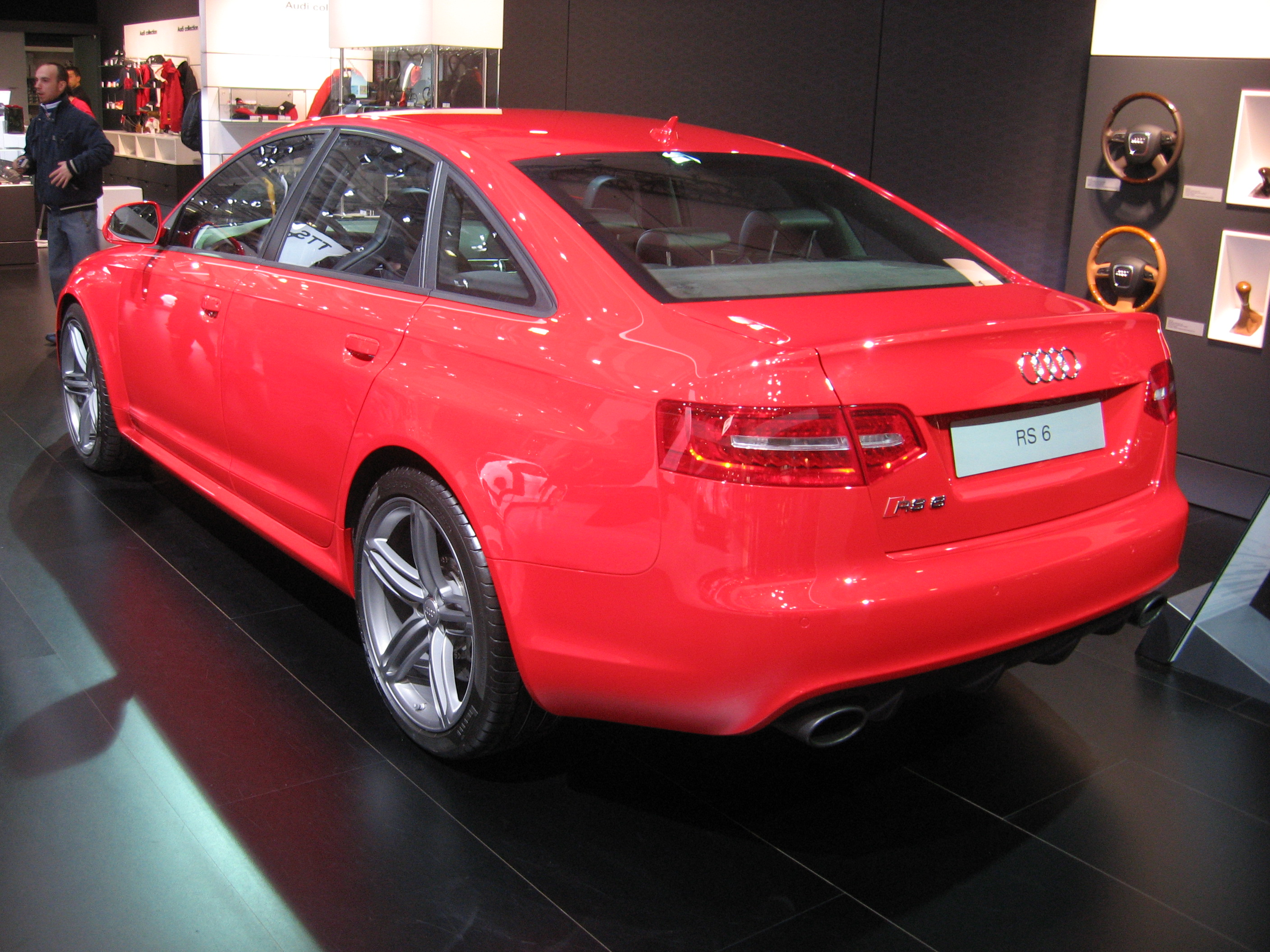
セダン リア
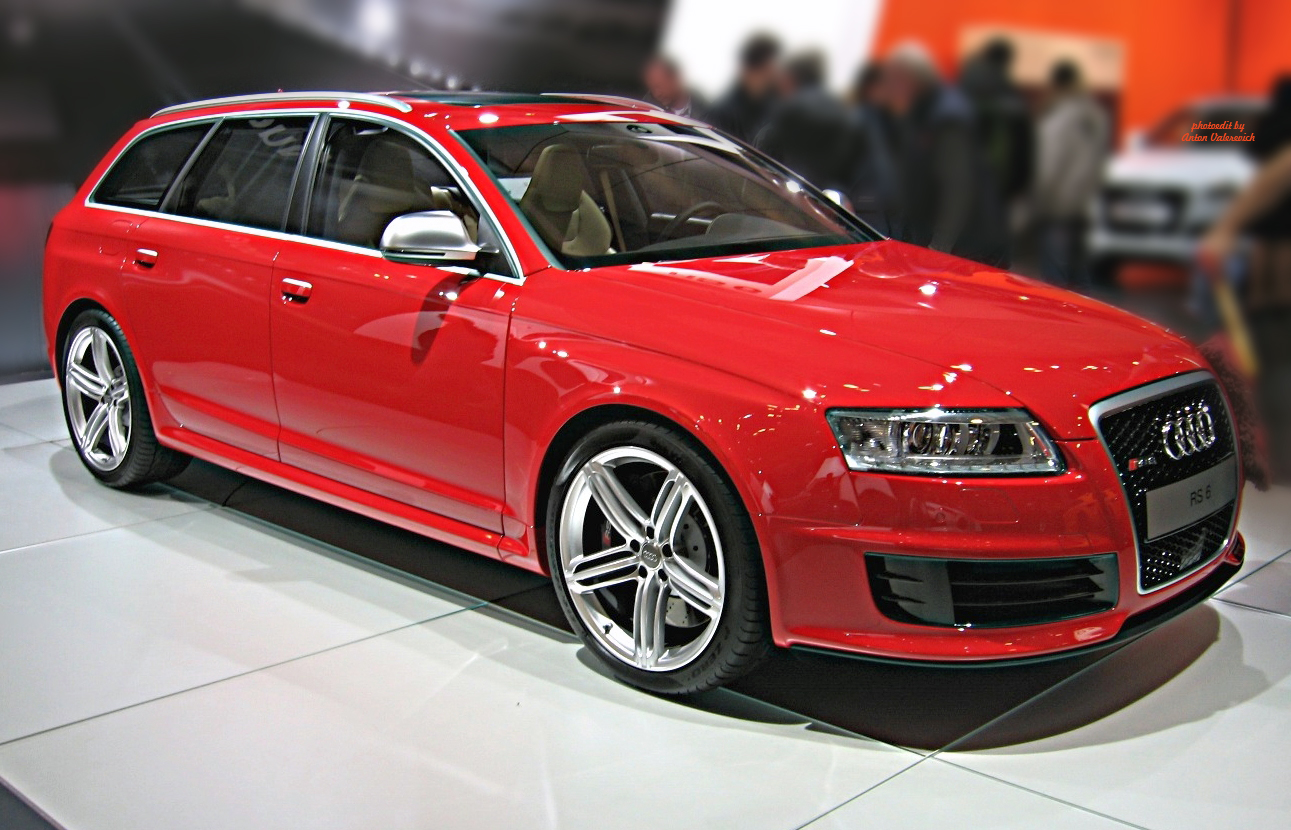
アバント
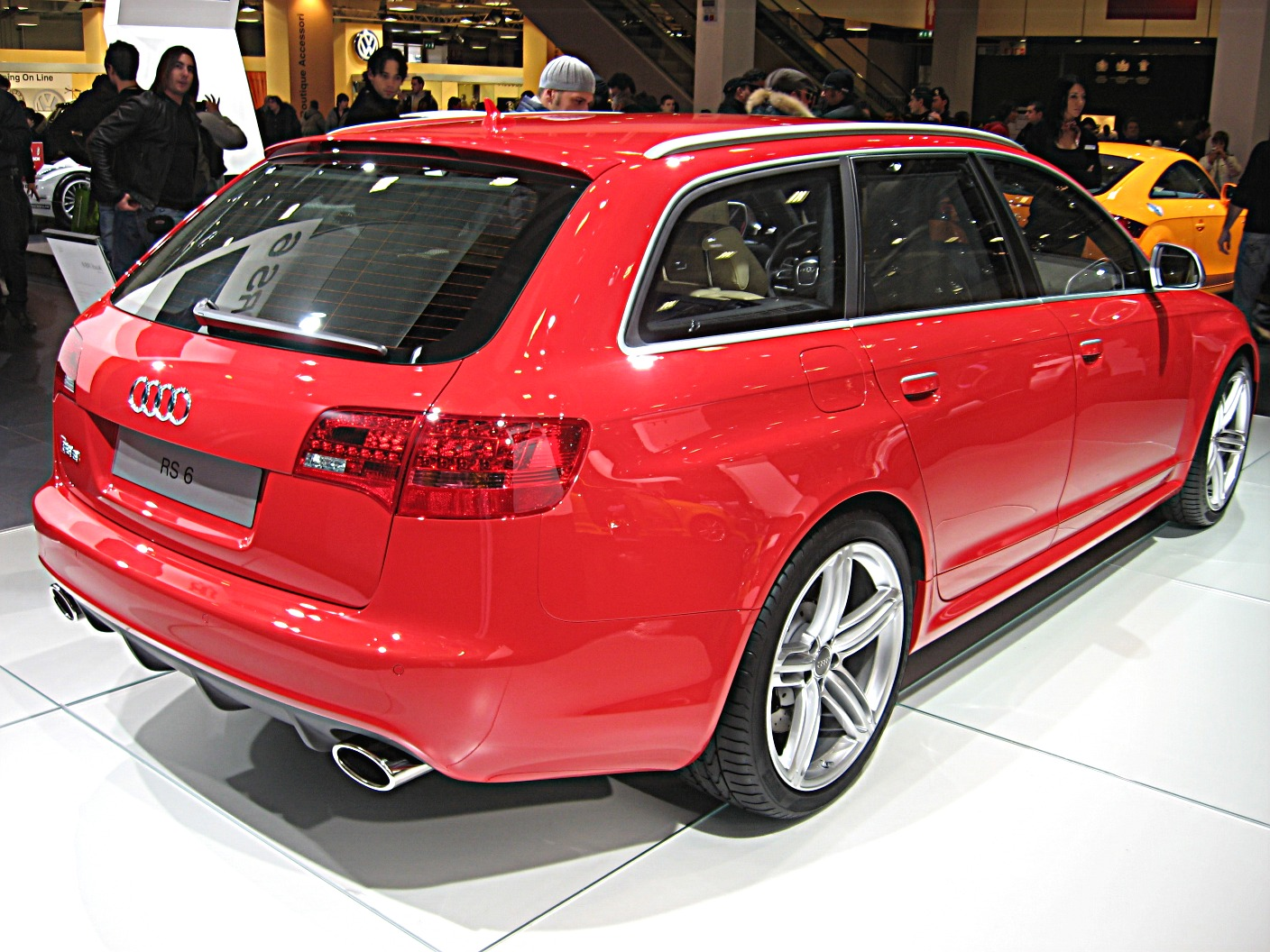
アバント リア

- 室内
- エンジンルーム

## 3代目 C7（4G）系（2012年 - 2018年）
C7系A6をベースに、4.0LV型8気筒エンジンを搭載。ボディはアバントのみで、セダンは廃止された。最高出力は560ps、最大トルクは71.4kgを誇り0-100kmは2t超えにもかかわらず3.9秒という数値で最高速度は305kmに達する。

### 日本での販売
- 2013年10月8日 - RS 6 Avantを発表・発売[5]。
- 2014年4月 - 消費税率の変更に伴い、価格変更。
- 2015年
  - 5月 - ボディカラーを変更。エストリルブルーパールエフェクトが廃止。セパンブルーパールエフェクトが追加。
  - 7月30日 - マイナーチェンジ。「マトリクスLEDヘッドライト」の採用や、意匠変更、ボディカラーの変更などを行った。ナビもオペレーターサービスやGoogleとの各種連係機能、Wi-Fiスポットなどの機能を備えたたAudi connectが全車標準装備となる。
- 2016年7月5日 - ハイパフォーマンスモデル「RS 6 Avant Performance」を発表[6]。

従来モデルと共通の4.0LV型8気筒TFSIエンジンを搭載するが、最高出力605ps（ベースモデル比+45ps）、最大トルク76.5kgm（+5.1kgm）を発生する。また、専用デザインのエアロパーツを装備している。ボディカラーはベースモデルからアスカリブルーメタリックが追加。
- 2018年1月 - 価格改定。同時にボディカラーが変更され、プリズムシルバークリスタルエフェクト、セパンブルーパールエフェクトが廃止された。

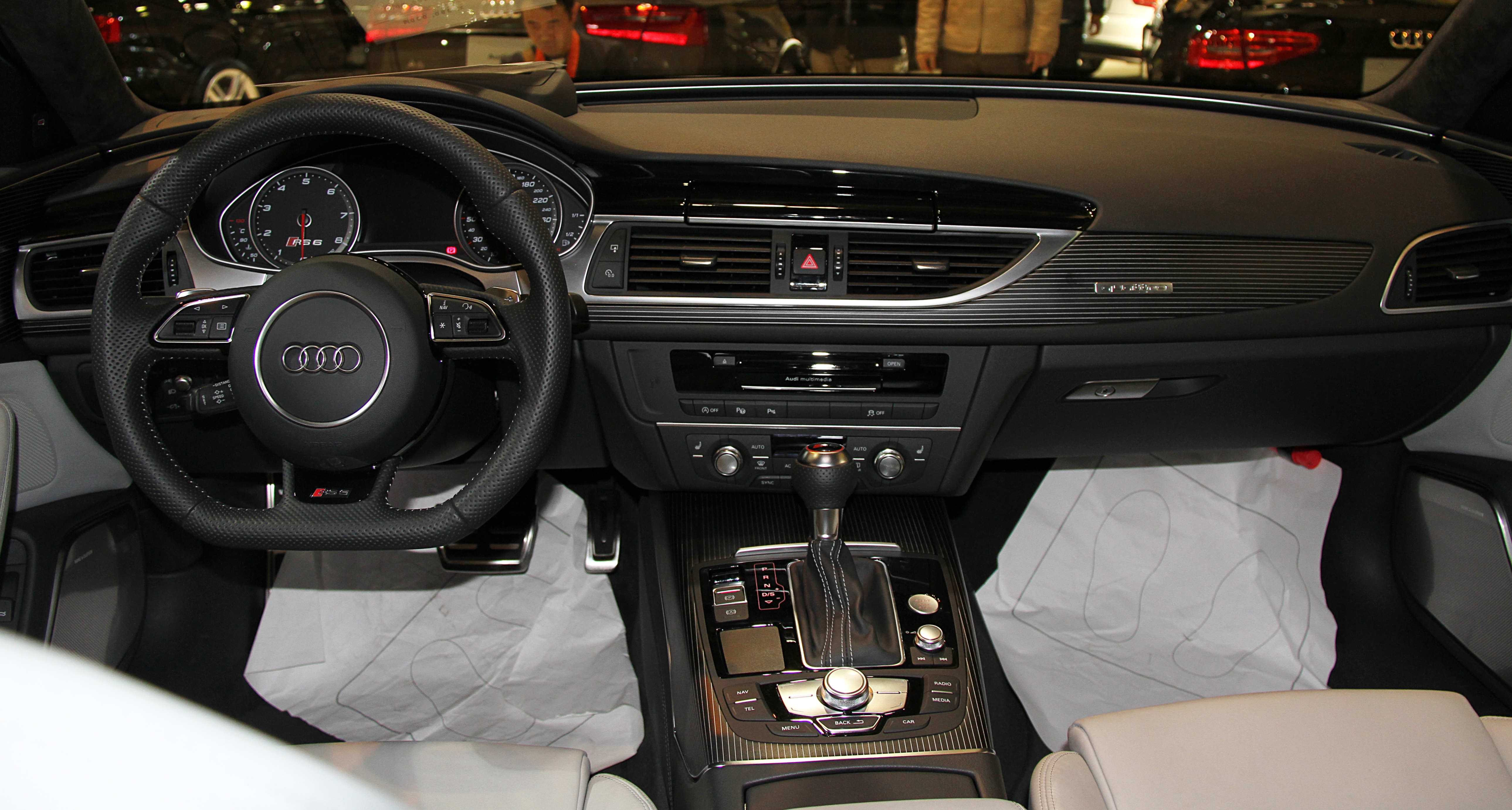
室内
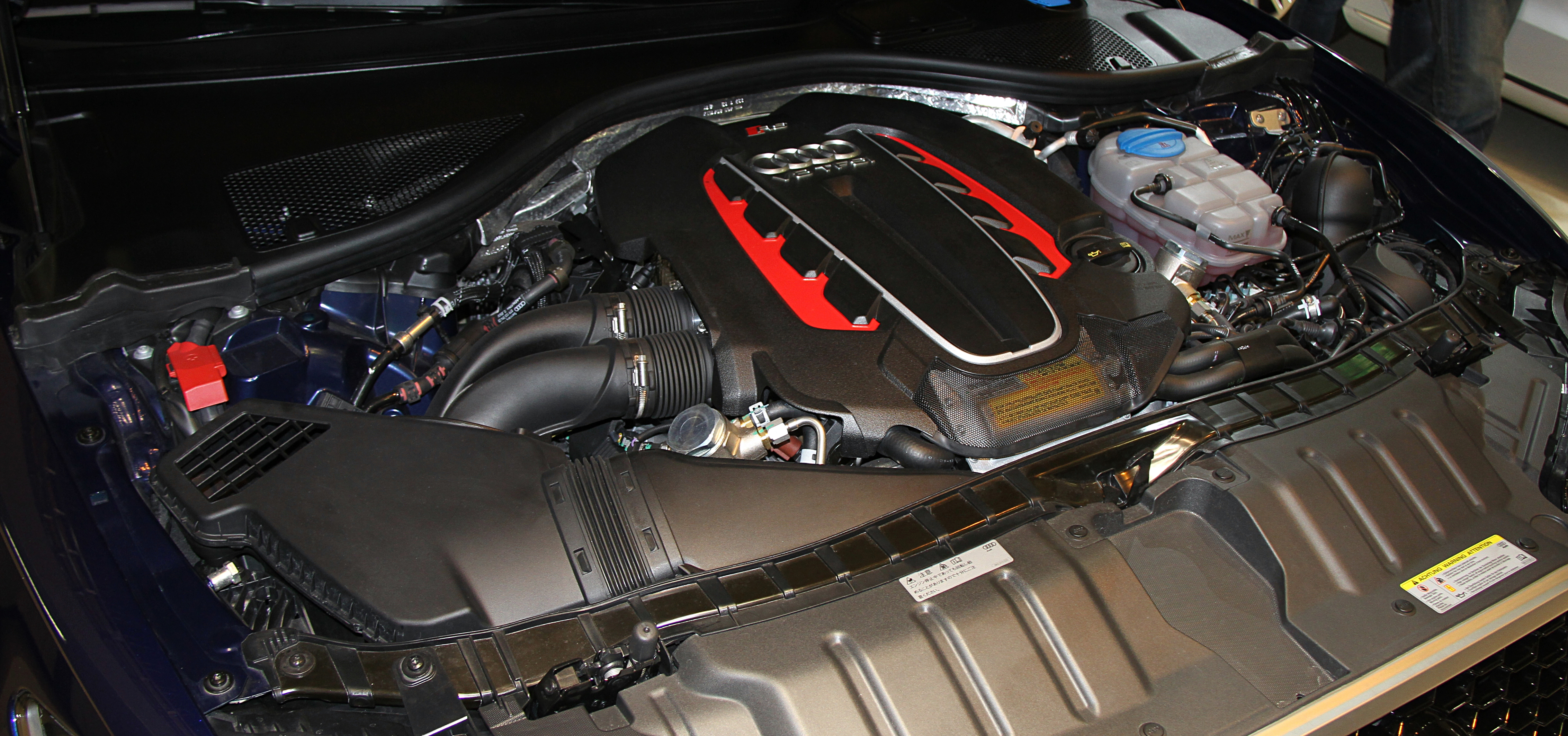
エンジンルーム

## 4代目 C8（F2）系（2019年 - ）
2019年8月21日、欧州にて発表。ボディは先代に引き続きアバントのみ。
4.0L V型8気筒ガソリン直噴ツインターボに、トルクコンバーターを用いた8速ティプトロニックを組み合わせ、駆動方式はquattro（4WD）である。また、48Vマイルドハイブリッドを採用し、燃費が改善されている。0-100km/h加速は3.6秒、最高速度は250km/h（リミッター作動）に達する。
エクステリアにはRS専用パーツが装備されるほか、フェンダーが40mmワイド化され21インチのタイヤ（275/35R21）が採用されている。
2022年12月8日、「RS 6 Avant performance」を設定し、欧州市場で発売した。4.0 L V8ガソリン直噴ツインターボを強化して搭載する。最大出力は600psから630psに30ps向上。最大トルクは81.6kgmから86.6kgmに5kgm高められた。

### 日本での販売
- 2020年11月28日 - RS 6 Avantを発表。